# Tipula (Eumicrotipula) jubilans
Tipula (Eumicrotipula) jubilans is een tweevleugelige uit de familie langpootmuggen (Tipulidae). De soort komt voor in het Neotropisch gebied.